# Saronno Foot Ball Club 1996-1997
Questa voce raccoglie le informazioni riguardanti il Saronno Foot Ball Club nelle competizioni ufficiali della stagione 1996-1997.

## Rosa
| N. |                   | Ruolo | Calciatore         |
| -- | ----------------- | ----- | ------------------ |
|    | Italia (bandiera) | D     | Paolo Bravo        |
|    | Italia (bandiera) | C     | Pierluigi Cattaneo |
|    | Italia (bandiera) | A     | Davide Faiella     |
|    | Italia (bandiera) | D     | Giacomo Gattuso    |
|    | Italia (bandiera) | D     | Marco Grossi       |
|    | Italia (bandiera) | P     | Paolo Locatelli    |
|    | Italia (bandiera) | A     | Luca Lugnan        |
|    | Italia (bandiera) | D     | Claudio Macchi     |
|    | Italia (bandiera) | C     | Igor Marziano      |
|    | Italia (bandiera) | C     | Alessandro Marzio  |
|    | Italia (bandiera) | D     | Morris Molinari    |
|    | Italia (bandiera) | C     | Marco Osio         |

| N. |                   | Ruolo | Calciatore          |
| -- | ----------------- | ----- | ------------------- |
|    | Italia (bandiera) | D     | Alfredo Ottolina    |
|    | Italia (bandiera) | C     | Mirko Pagliarini    |
|    | Italia (bandiera) | C     | Umberto Pini        |
|    | Italia (bandiera) | D     | Antonio Ricci       |
|    | Italia (bandiera) | C     | Sabino Sardella     |
|    | Italia (bandiera) | D     | Damiano Sironi      |
|    | Italia (bandiera) | P     | Gianluca Spinelli   |
|    | Italia (bandiera) | P     | Gabriele Spinetta   |
|    | Italia (bandiera) | C     | Carlo Stabile       |
|    | Italia (bandiera) | A     | Pierpaolo Tomassini |
|    | Italia (bandiera) | C     | Alvise Zago         |

## Risultati

### Campionato

#### Girone di andata
| 1º settembre 1996 1ª giornata | Saronno | 1 – 1 | Pistoiese |  |

| 8 settembre 1996 2ª giornata | Fiorenzuola | 0 – 0 | Saronno |  |

| 15 settembre 1996 3ª giornata | Spezia | 1 – 1 | Saronno |  |

| 22 settembre 1996 4ª giornata | Saronno | 1 – 1 | Alessandria |  |

| 28 settembre 1996 5ª giornata | Alzano Virescit | 2 – 2 | Saronno |  |

| 6 ottobre 1996 6ª giornata | Saronno | 2 – 0 | Como |  |

| 20 ottobre 1996 7ª giornata | Brescello | 1 – 2 | Saronno |  |

| 27 ottobre 1996 8ª giornata | Saronno | 0 – 0 | Prato |  |

| 3 novembre 1996 9ª giornata | Saronno | 2 – 1 | Treviso |  |

| 10 novembre 1996 10ª giornata | Monza | 1 – 1 | Saronno |  |

| 24 novembre 1996 11ª giornata | Saronno | 2 – 2 | Carrarese |  |

| 1º dicembre 1996 12ª giornata | Montevarchi | 2 – 1 | Saronno |  |

| 8 dicembre 1996 13ª giornata | Saronno | 2 – 1 | SPAL |  |

| 15 dicembre 1996 14ª giornata | Carpi | 4 – 2 | Saronno |  |

| 22 dicembre 1996 15ª giornata | Saronno | 1 – 0 | Siena |  |

| 29 dicembre 1996 16ª giornata | Modena | 0 – 0 | Saronno |  |

| 12 gennaio 1997 17ª giornata | Saronno | 1 – 0 | Novara |  |

#### Girone di ritorno
| 19 gennaio 1997 17ª giornata | Pistoiese | 1 – 1 | Saronno |  |

| 26 gennaio 1997 19ª giornata | Saronno | 2 – 1 | Fiorenzuola |  |

| 2 febbraio 1997 20ª giornata | Saronno | 1 – 0 | Spezia |  |

| 9 febbraio 1997 21ª giornata | Alessandria | 1 – 0 | Saronno |  |

| 16 febbraio 1997 22ª giornata | Saronno | 1 – 1 | Alzano Virescit |  |

| 23 febbraio 1997 23ª giornata | Como | 0 – 0 | Saronno |  |

| 2 marzo 1997 24ª giornata | Saronno | 2 – 0 | Brescello |  |

| 9 marzo 1997 25ª giornata | Prato | 0 – 2 | Saronno |  |

| 16 marzo 1997 26ª giornata | Treviso | 1 – 1 | Saronno |  |

| 29 marzo 1997 27ª giornata | Saronno | 2 – 3 | Monza |  |

| 6 aprile 1997 28ª giornata | Carrarese | 1 – 0 | Saronno |  |

| 13 aprile 1997 29ª giornata | Saronno | 1 – 0 | Montevarchi |  |

| 20 aprile 1997 30ª giornata | SPAL | 2 – 2 | Saronno |  |

| 27 aprile 1997 31ª giornata | Saronno | 0 – 0 | Carpi |  |

| 4 maggio 1997 32ª giornata | Siena | 1 – 2 | Saronno |  |

| 11 maggio 1997 33ª giornata | Saronno | 1 – 0 | Modena |  |

| 18 maggio 1997 34ª giornata | Novara | 0 – 0 | Saronno |  |